# Lajḍar
Jbel Lajdhar (en árabe جبل الاخضر, en árabe marroquí جبل لخضر Jbel Khedr, también escrito Jbel Lakhdar) es una pequeña montaña en el centro-oeste de Marruecos.
Su nombre significa "la montaña verde". Su cumbre alcanza los 687 metros de altura. Durante el protectorado francés, se realizó allí un registro geodésico que indicó una altura inicial de 893 m.
Es una frontera natural entre las regiones de Doukkala (al oeste) y Rahamna en el este.
Jbel Lakhdar puede ser considerado como el último resurgimiento de las montañas del Atlas, en dirección del Océano Atlántico, y a El Jadida.